# Hexafluorure d'iridium
L'hexafluorure d'iridium est un composé chimique de formule IrF6. Il s'agit d'un solide jaune cristallisé qui fond à 44 °C et bout à 53,6 °C. Il se présente sous la forme d'écailles et d'aiguilles brillantes jaune clair, qui prennent un aspect doré et vitreux au-dessus de −15 °C. Sa structure cristalline à −140 °C appartient au système orthorhombique et au groupe d'espace Pnma (no 62) avec comme paramètres cristallins a = 941,1 pm, b = 854,7 pm, c = 495,2 pm et Z = 4, correspondant à une masse volumique calculée de 5,11 g/cm3.
La molécule IrF6 a une géométrie octaédrique de symétrie Oh, avec des liaisons Ir–F longues de 183,3 pm.
L'hexafluorure d'iridium est très hygroscopique et attaque le verre en présence d'humidité. Il corrode le platine à partir de 400 °C. Il peut être réduit en tétrafluorure d'iridium (en) IrF4 à température ambiante par des halogènes. On peut l'obtenir par réaction directe d'iridium métallique dans un excès de fluor F2 à 300 °C :
Ir + 3 F2 ⟶ IrF6.